# پالس دو لا فرونترا
پالس دو لا فرونترا (به اسپانیایی: Palos de la Frontera) یک دهستان و شهر در اسپانیا است که در استان اوئلوا واقع شده‌است. پالس دو لا فرونترا ۵۰ کیلومتر مربع مساحت و ۱۰٬۳۶۵ نفر جمعیت دارد.

## خواهرخوانده
شهرهای لاتینا، Soyaux، باینا، سانتا فه (گرانادا)، سنلوکار د برامدا، Santoña، کالی و سان سباستیان د لا گمرا خواهرخوانده‌های پالس دو لا فرونترا هستند.